# 静岡県道330号新所原停車場日の岡線
静岡県道330号新所原停車場日の岡線（しずおかけんどう330ごう しんじょはらていしゃじょうひのおかせん）は、静岡県湖西市を通る一般県道である。

## 概要

### 路線データ
- 起点：静岡県湖西市新所原（新所原停車場）
- 終点：静岡県湖西市新所（国道301号交点）
- 全長：約3.8km

## 通過する自治体
- 静岡県
  - 湖西市

## 接続路線
- 静岡県道332号新所原停車場白須賀線（起点 - 岡崎小学校東交差点で重複）
- 静岡県道3号豊橋湖西線（新所原駅前交差点 - 湖西市新所原東地内で重複）
- 三ヶ日広域農道（湖西市岡崎：同道起点）
- 国道301号（日の岡上交差点）

## 沿線周辺
- JR東海道線・天竜浜名湖鉄道 新所原駅
- 湖西市立岡崎小学校
- ミニストップ湖西岡崎店
- スズキマリーナ浜名湖